# Paul Hawkins
Robert Paul Hawkins (Melbourne, Victoria, 12. listopada 1937. - Cheshire, Engleska, 26. svibnja 1969.) je bivši australski vozač automobilističkih utrka.